# Амель, Рене
Рене Николя Адриен Амель (фр. René Nicolas Adrien Hamel; 14 октября 1902, Орша, Могилёвская губерния — 7 ноября 1992, Гувьё) — французский велогонщик, выступавший на шоссе. Чемпион и бронзовый призёр летних Олимпийских игр 1924 года.

## Биография
Рене Амель родился 14 октября 1902 года в городе Орша Могилёвской губернии (сейчас в Витебской области Белоруссии).
Выступал в любительских соревнованиях по велоспорту на шоссе за «Риволи Спортиф» (1922) и «Леваллуа» (1924). В 1922 году стал победителем шоссейной гонки Париж — Дьеп, в 1923 году занял 2-е место. В 1924 году стал чемпионом Франции среди любителей.
В 1924 году вошёл в состав сборной Франции на летних Олимпийских играх в Париже. В шоссейной гонке с раздельным стартом на 188 км Амель завоевал бронзовую медаль, показав результат 6 часов 30 минут 51,6 секунды и уступив 10 минут 3,6 секунды победителю Арману Бланшонне из Франции. В командном зачёте гонки с раздельным стартом сборная Франции, за которую также выступали Арман Бланшонне, Жорж Вамбст и Андре Ледюк, завоевала золотую медаль с суммой 19 часов 30 минут 14,0 секунды. 
В дальнейшем перешёл в профессиональный велоспорт, выступал за «Томанн-Данлоп» (1926—1927), «Альцион-Данлоп» (1927) и «Луве-Хатчинсон» (1928). В 1927 году занял 7-е место в шоссейной гонке Париж — Рубе.
Умер 7 ноября 1992 года во французском городе Гувьё.

## Семья
Сын — Жан-Клод Амель (род. 1931), французский пятиборец. Участник летних Олимпийских игр 1956 года.